# Conseil de défense croate
Pour les articles homonymes, voir HVO.
Le Conseil de défense croate, en croate Hrvatsko vijeće obrane ou HVO, était l'organe exécutif, administratif et militaire suprême de la communauté croate d'Herceg-Bosna puis de la république d'Herceg-Bosna. Cette communauté puis république se définissait comme un ensemble autonome et distinct sur le territoire de la Bosnie-Herzégovine. 
Le HVO fut constitué le 8 avril 1992 par la communauté croate d'Herceg-Bosna, au début de la guerre. Elle fut la première armée constituée ayant fait face aux troupes serbes du général Ratko Mladić en Bosnie-Herzégovine.
La république d'Herceg-Bosna a officiellement cessé d'exister avec les accords de Dayton en novembre 1995, ses institutions ont été dissoutes et le HVO intégré dans l'armée de Bosnie-Herzégovine.

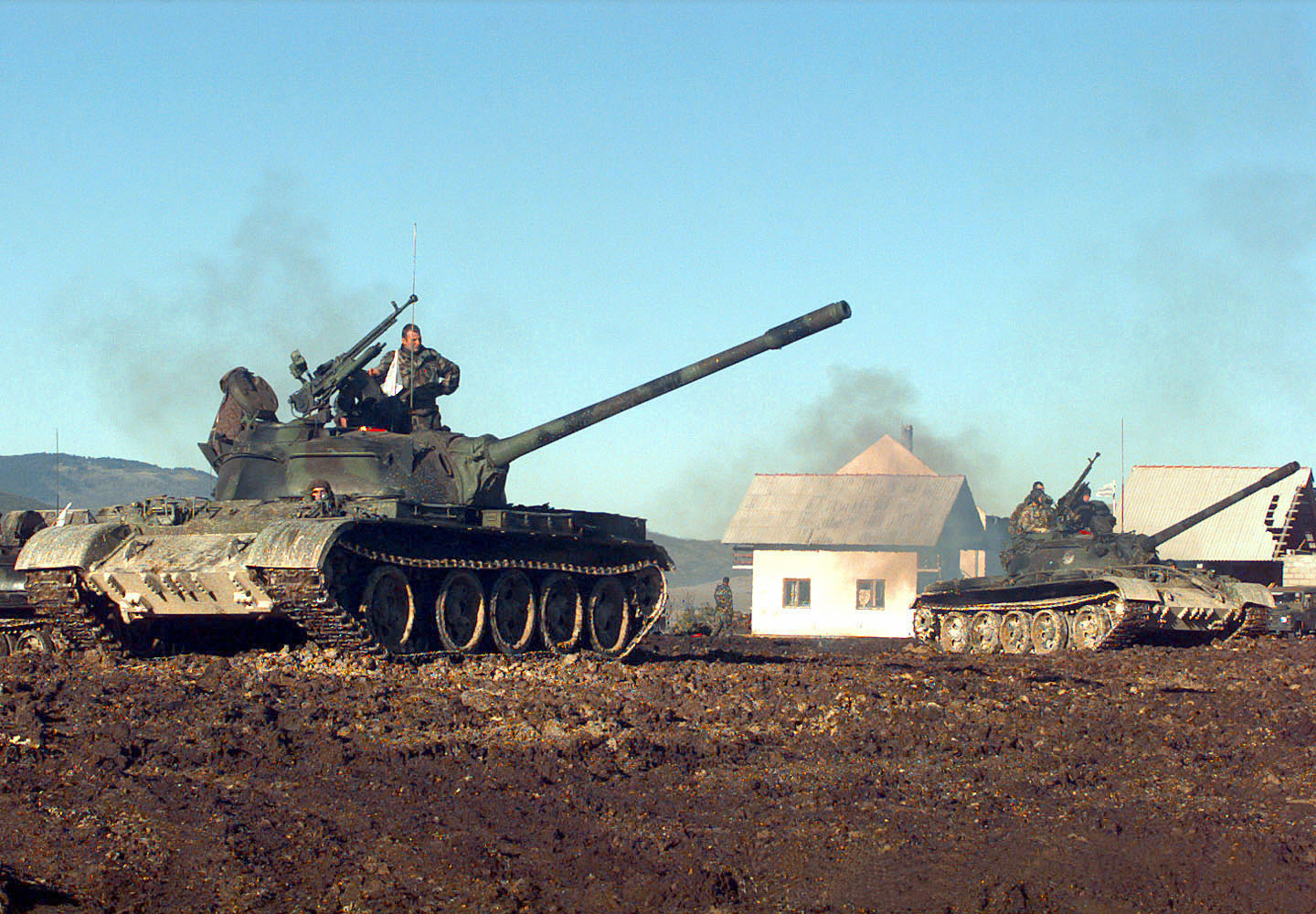
Deux tanks T-55 du Conseil de Défense croate (HVO) tirant sur les positions adverses durant un exercice de combat de trois jours à "Barbara Range" à Glamoc, en Bosnie-Herzégovine
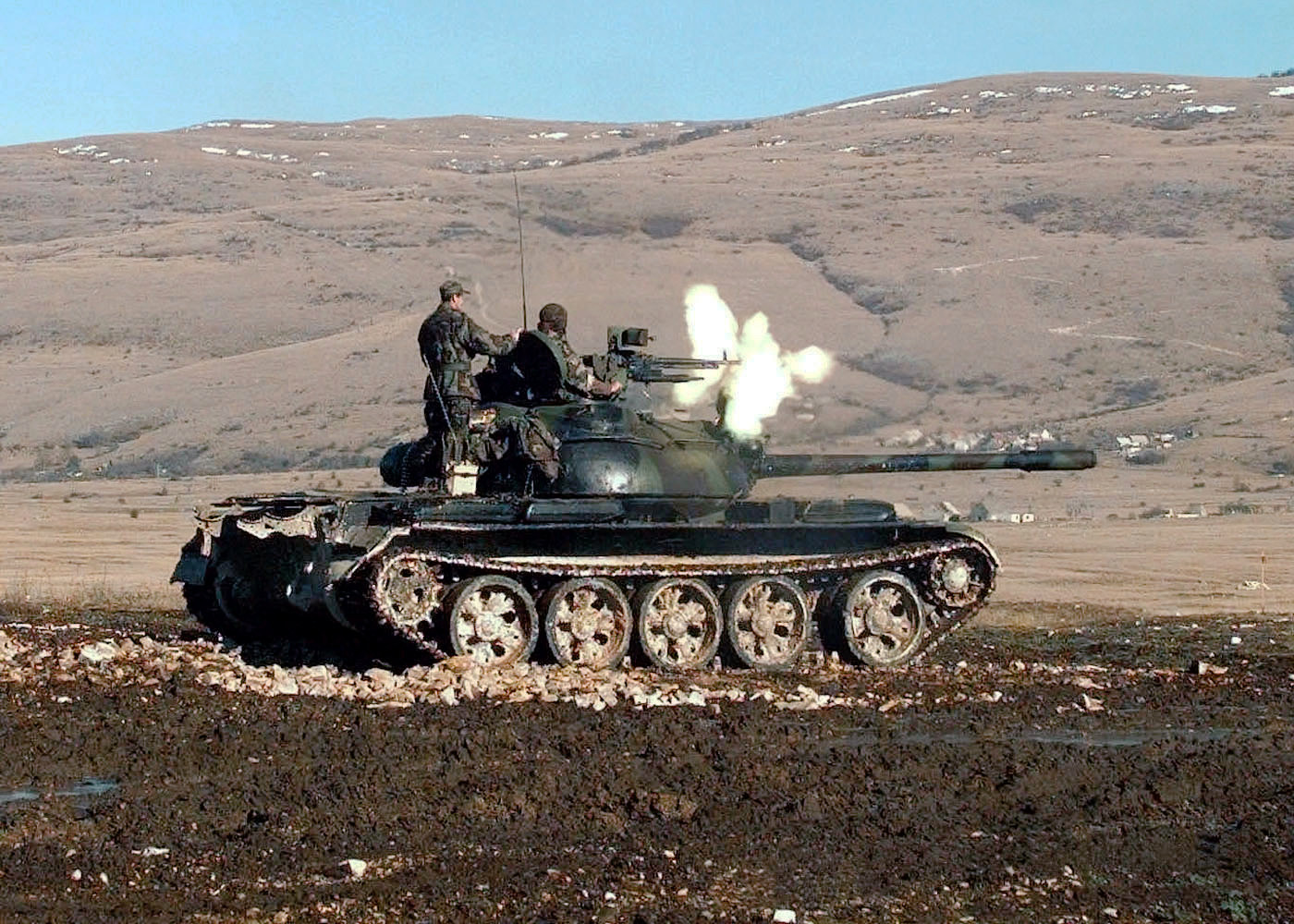
Des militaires du HVO s'exerçant au tir d'une mitrailleuse de 12,7 mm et du canon principal 100 mm du tank T-55
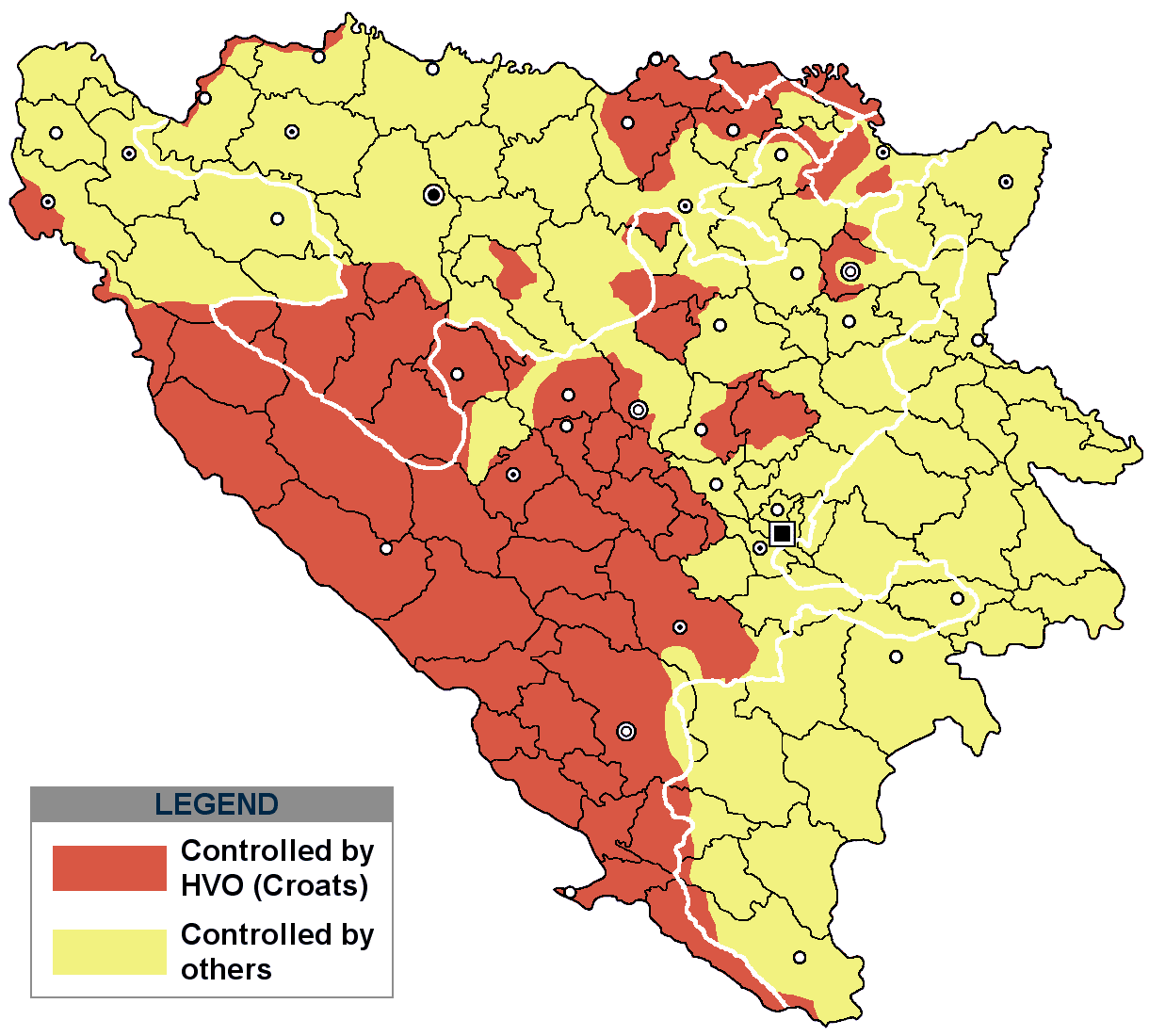
Territoires tenus par le HVO et l'armée régulière de Croatie en Bosnie-Herzégovine durant la guerre